# Tarfaladalen
Tarfala (nordsamisk: Darfalvággi) er den højfjeldsdal som ligger øst for den bjergryg som Kebnekaises nord- og sydtop indgår i. Længst oppe i Tarfaladalen ligger det område som normalt kaldes Tarfala.
I Tarfala har den Svenska Turistföreningen (STF) en fjeldhytte. Cirka en kilometer i sydøstlig retning fra Tarfalahytten ligger Tarfala forskningsstation, hvor der bedrives feltstudier i glaciologi på Tarfalas gletsjere. Stationen tilhører Stockholms Universitet. Forskerne studerer massebalance, afsmeltning og andre egenskaber hos blandt andet Storgletsjeren ved Tarfalastationen, som har engageret forskere over hele verden.
Området er højalpint og stenet. Dalen omgives foruden af Kebnekaisemassivets udløbere Norra og Södra Klippbergen også af Gaskkasbákti (2.043 moh.), Kaskasatjåkka (2.076 moh.), Darfálčohkka (1.904 moh.) og Darfálbákti (1.806 moh.). Flere isbræer munder ud i dalen; de største er Storgletsjeren, Isfaldsgletsjeren og Kebnepaktegletsjeren.
Området er populært for brævandring og alpin klatring. Fra Láddjuvággi går en sommer- og vinterrute frem til Darfáljávri. Videre findes ingen officielle ruter men der er almindelige veje op over Darfálčorru og den såkaldte Jojoleden mod Unna Reaiddávággi.
Dalen er også kendt for at de meget kraftige katabatiske vinde som opstår og den videnskabelige station har den højeste officielt registrerede vindhastighed i Sverige på 81 m/s fra den 20. december 1992. Der har imidlertid forekommet senere episoder med ekstremt stærke vindkast blandt andet mindst et tilfælde hvor udrustningen blev blæst i stykker og derfor ikke muliggjorde at oplysninger om vindstyrke kunne måles.